# Taeniolethrinops praeorbitalis
Taeniolethrinops praeorbitalis är en fiskart som först beskrevs av Regan 1922.  Taeniolethrinops praeorbitalis ingår i släktet Taeniolethrinops och familjen Cichlidae. IUCN kategoriserar arten globalt som livskraftig. Inga underarter finns listade i Catalogue of Life.